# Yumbera conica
Yumbera conica är en tvåvingeart som beskrevs av Daniel J. Bickel 1992. Yumbera conica ingår i släktet Yumbera och familjen styltflugor. Inga underarter finns listade i Catalogue of Life.